# Plácido de Castro Futebol Club
El Plácido de Castro Futebol Club es un equipo de fútbol de Brasil que juega en el Campeonato Acreano, la primera división del estado de Acre.

## Historia
Fue fundado el 3 de agosto de 1979 en el municipio de Plácido de Castro del estado de Acre e inicialmente era un equipo de categoría aficionada que se limitaba a jugar partidos amistosos contra equipos de otros municipios y localidades cercanas, principalmente del estado de Acre. Fue hasta 1983 que enfrentó por primera vez a un equipo profesional cuando empató 1-1 ante el AD Senador Guiomard.
Por problemas financieros le era prácticamente imposible jugar en el Campeonato Acreano, y fue hasta 1987 que hizo su primera aparición en un torneo oficial cuando participó en la desaparecida Liga Independiente del Norte, en el que terminó en tercer lugar en 1988.
En 2008 se convierte en un equipo profesional, año en el que participa por primera vez en el Campeonato Acreano, en una temporada en la que terminó en tercer lugar. En 2011 termina como subcampeón del Campeonato Acreano y con ello participa por primera vez en el Campeonato Brasileño de Serie D, la cuarta división nacional, en la cual terminó en el lugar 20, donde registró una victoria por marcador de 9-1 ante el SE Vila Aurora del estado de Mato Grosso, la que fue la mayor goleada dentro de las temporadas del Campeonato Brasileño de 2011 y actualmente es la mayor goleada en la historia del Campeonato Brasileño de Serie D.
En 2013 gana el título del Campeonato Acreano por primera vez, con lo que también logra la clasificación a la Copa de Brasil por primera vez, temiendo como mejor temporada la de 2014 en la que consiguió terminar en octavo lugar del Campeonato Brasileño de Serie D, estando a nada de ascender al Campeonato Brasileño de Serie C.
En 2017 termina en tercer lugar del Campeonato Acreano, logrando la clasificación para el Campeonato Brasileño de Serie D por tercera vez en su historia.

## Palmarés

### Estatal
- Campeonato Acreano: 1

2013

### Regional
- Copa de Selecciones Amazónicas: 1

1993